# MAT 49
 (janvier 2018).
Si vous disposez d'ouvrages ou d'articles de référence ou si vous connaissez des sites web de qualité traitant du thème abordé ici, merci de compléter l'article en donnant les références utiles à sa vérifiabilité et en les liant à la section « Notes et références ».
Le MAT 49 est le pistolet-mitrailleur de l'armée française depuis le début des années 1950 jusqu'au milieu des années 1980. De construction simple et robuste, il a servi lors de la guerre d'Indochine, de la guerre d'Algérie et enfin de la guerre froide.

## Présentation
À la fin de la Seconde Guerre mondiale, l'armée française décide de remplacer son MAS 38 en 7,65 mm Long dont elle juge la munition trop faible. Elle lance un concours auquel participent les Manufactures d'Armes de Châtellerault (MAC), de Saint-Étienne (MAS) et de Tulle (MAT). C'est le prototype de Tulle (le MAT 1948) qui est finalement adopté en 1949. C'est un modèle de conception simple et robuste. Construit en tôle emboutie, il tire culasse ouverte en automatique seulement, le logement du chargeur peut pivoter vers l'avant pour en faciliter le transport et sert de poignée frontale quand il est en position de tir, sa crosse fil de fer est télescopique. Il est doté d'une sécurité originale consistant en une pédale de sécurité à l'arrière de la poignée pistolet qui doit être pressée pour autoriser le tir. Il a été produit en série à partir de fin 1949.
Désigné officiellement comme pistolet-mitrailleur de 9 mm modèle 1949, il arme les sous-officiers français. Il est décliné en variantes :
- Modèle 1949/1954 avec un canon de 36,5 cm et une deuxième détente pour le coup par coup. Ce modèle, destiné à la Police nationale française, est parfois équipé d'une crosse en bois ;
- Modèle 1949/54 SB pour l'administration pénitentiaire et la Banque de France, ne tirant qu'en coup par coup : crosse en bois et canon standard).

Les ateliers nord-vietnamiens ont produit une copie en 7,62 Tokarev avec un canon de 26 cm.
Le PM MAT 49 était encore utilisé par le 15e régiment du génie de l'air (15e RGA) de la base aérienne 551 Toul-Thouvenot lors de sa dissolution le 6 mai 1998.
Le FA-MAS a remplacé le fusil semi automatique MAS 49-56 en calibre 7,5 mm et le pistolet-mitrailleur MAT 49 en calibre 9 mm Parabellum.

## Fiche technique MAT 49
- munition : 9 mm Parabellum

MAT 49

- longueur crosse rentrée/déployée : 46 cm/72 cm
- masse de l'arme chargée : 4,175 kg
- canon : 23 cm
- chargeur : 20 ou 32 coups
- cadence de tir théorique : 600 cps/min
- portée pratique : 50 à 100 m (œilleton basculant à deux positions)

## Fiche technique MAT 49/54
- munition : 9 mm Parabellum
- longueur : 90 cm
- masse de l'arme chargée : 4,60 kg
- canon : 36,5 cm
- chargeur : 32 coups

- cadence de tir théorique : 600 cps/min
- portée pratique : 50 à 100 m (œilleton basculant à deux positions)

## Fiche technique MAT 49/54 SB
- munition : 9 mm Parabellum
- longueur : 75 cm
- masse de l'arme chargée : 4,075 kg
- canon : 23 cm
- chargeur : 32 coups

## Fiche technique MAT 49 nord-vietnamien
- munition : 7,62 Tokarev
- longueur crosse rentrée/déployée : 50 cm/76 cm
- masse de l'arme vide : 3,7 kg
- canon : 27 cm
- chargeur : 32 coups
- cadence de tir théorique : 600 cps/min
- portée pratique : 50 à 100 m (œilleton basculant à deux positions)

## Utilisateurs
En plus de la France, le PM 1949 a équipé les armées de nombreux pays africains francophones ou francophiles (Algérie, Bénin, Burundi, Cameroun, Centrafrique, Comores, Congo, Côte d'Ivoire, Djibouti, Gabon, Guinée, Guinée-Bissau, Tunisie, Madagascar, Maroc, Mauritanie, Niger, Sénégal, Seychelles, Sud-Vietnam et Tchad). De même, il a été fourni au Laos, au Liban et à la Bolivie.

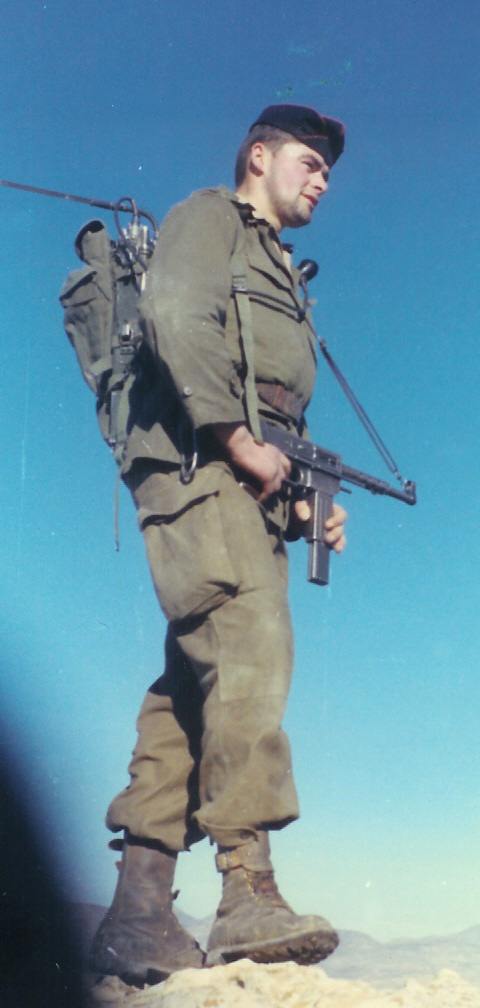
Soldat français du contingent équipé d'un MAT 49 pendant la guerre d'Algérie

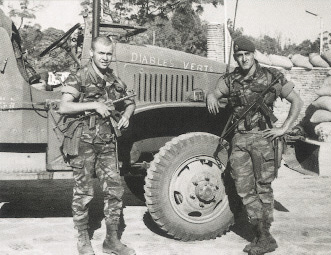
Deux soldats de la Légion étrangère
armés de MAT 49 lors de la bataille de Kolwezi en 1978, devant un camion GMC

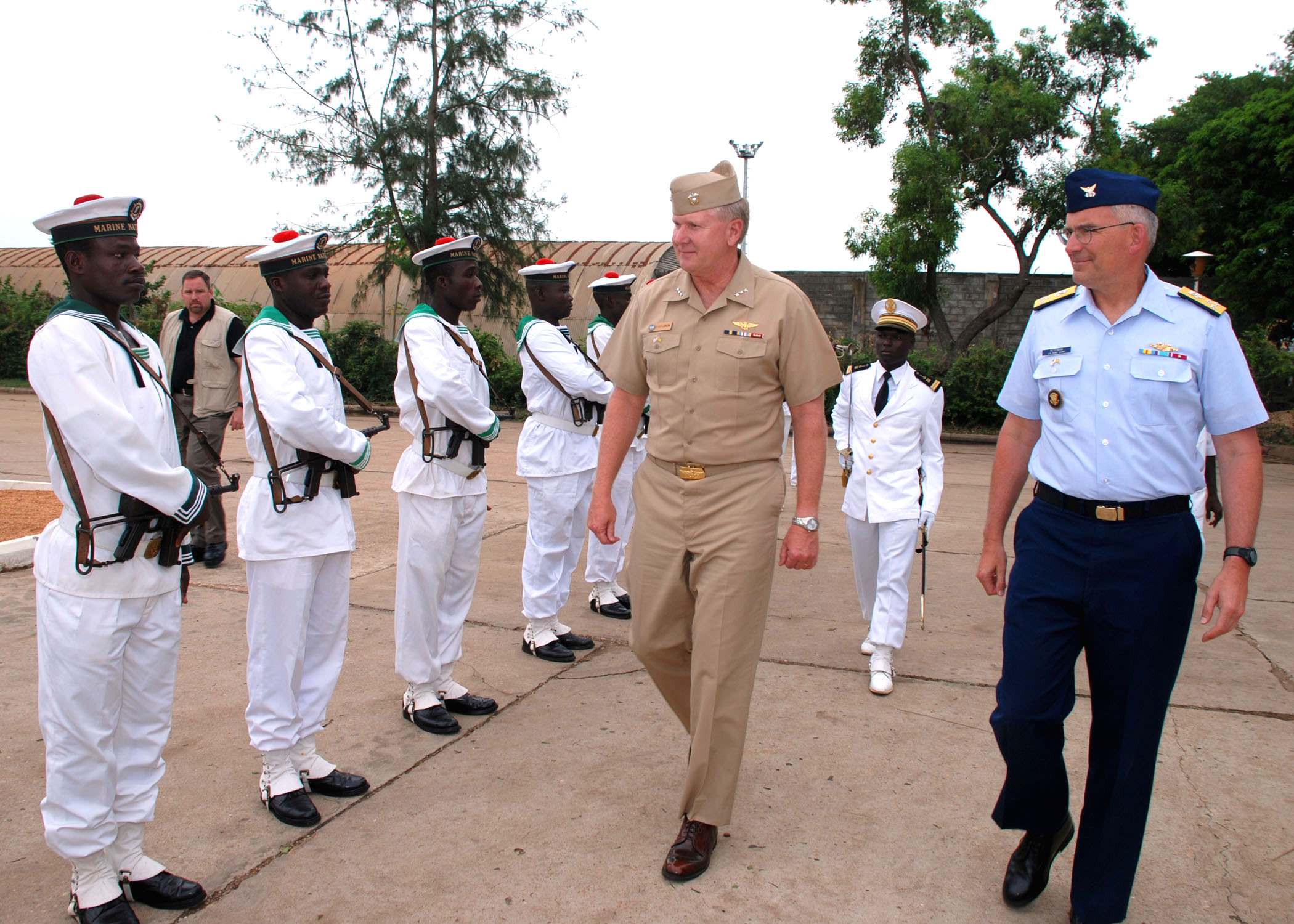
Marins togolais équipés de MAT 49 en 2007